# Olaf Gruss
Olaf Rainer Gruss, född 1948, är en tysk botaniker.
På tyska skrivs efternamnet Gruβ.
Olaf Gruss har hedrats med namnet Phragmipedium Olaf Gruss på en hybrid P. besseae × P. pearcei).

## Publikationer
- Orchideenatlas, 2007, medförfattare Manfred Wolff
- Phalaenopsis, 2008, medförfattare Manfred Wolff

Auktorsnamnet O.Gruss kan användas för Olaf Gruss i samband med ett vetenskapligt namn inom botaniken; se Wikipediaartiklar som länkar till auktorsnamnet.

## Källa
- International Plant Names Index (IPNI)